# 100 meter för herrar i friidrott vid olympiska sommarspelen 2004

## Medaljörer
| Event     | Guld              | Guld | Silver                    | Silver | Brons              | Brons |
| 100 meter | Justin Gatlin USA | 9,85 | Francis Obikwelu Portugal | 9,86AR | Maurice Greene USA | 9,87  |

## Världsranking
Inför tävlingarna var följande rankade som de tio främsta av International Association of Athletics Federations:
1. Justin Gatlin (USA)
2. Asafa Powell (Jamaica)
3. Aziz Zakari (Ghana)
4. Dwight Thomas (Jamaica)
5. Leonard Scott (USA)
6. Francis Obikwelu (Nigeria)
7. Marc Burns (Trinidad och Tobago)
8. Ronald Pognon (Frankrike)
9. Michael Frater (Jamaica)
10. Kim Collins (Saint Kitts and Nevis)

## Resultat
Från de 10 kvalheaten gick de tre främsta i varje heat samt de 10 snabbaste tiderna därutöver vidare till kvartsfinal.
Från de fem kvartsfinalerna gick de tre främsta i varje heat samt den snabbaste tiden därutöver vidare till semifinal.
Alla tider visas i sekunder.

- Q innebär avancemang utifrån placering i heatet.
- q innebär avancemang utifrån total placering.
- DNS innebär att personen inte startade.
- DNF innebär att personen inte fullföljde.
- DQ innebär diskvalificering.
- NR innebär nationellt rekord.
- OR innebär olympiskt rekord.
- WR innebär världsrekord.
- WJR innebär världsrekord för juniorer
- AR innebär världsdelsrekord (area record), i detta fall europarekord
- PB innebär personligt rekord.
- SB innebär säsongsbästa.

### Omgång 1
Heat 1
| Placering         | Bana              | Namn                | Land                  | Reaktionstid   | Resultat       | Noteringar     | Kval.          |
| ----------------- | ----------------- | ------------------- | --------------------- | -------------- | -------------- | -------------- | -------------- |
| 1                 | 5                 | Frankie Fredericks  | Namibia               | 0,152          | 10,12          | SB             | Q              |
| 2                 | 3                 | Uchenna Emedolu     | Nigeria               | 0.222          | 10.22          |                | Q              |
| 3                 | 4                 | Shingo Suetsugu     | Japan                 | 0.174          | 10.27          |                | Q              |
| 4                 | 7                 | Darren Campbell     | Storbritannien        | 0.159          | 10.35          |                |                |
| 5                 | 9                 | Chen Haijian        | Kina                  | 0.181          | 10.45          |                |                |
| 6                 | 2                 | Eric Nkansah        | Ghana                 | 0.160          | 10.54          |                |                |
| 7                 | 6                 | Poh Seng Song       | Singapore             | 0.160          | 10.75          |                |                |
| 8                 | 8                 | Yazaldes Nascimento | São Tomé och Príncipe | 0.185          | 11.00          |                |                |
| Start time: 10:35 | Start time: 10:35 | Start time: 10:35   | Start time: 10:35     | Wind: -0.2 m/s | Wind: -0.2 m/s | Wind: -0.2 m/s | Wind: -0.2 m/s |

Heat 2
| Placering         | Bana              | Namn                  | Land                | Reaktionstid         | Resultat       | Noteringar     | Kval.          |
| ----------------- | ----------------- | --------------------- | ------------------- | -------------------- | -------------- | -------------- | -------------- |
| 1                 | 5                 | Mark Lewis-Francis    | Storbritannien      | 0,149                | 10,13          | SB             | Q              |
| 2                 | 7                 | Aziz Zakari           | Ghana               | 0.188                | 10.19          |                | Q              |
| 3                 | 6                 | Roland Németh         | Ungern              | 0.137                | 10.28          |                | Q              |
| 4                 | 3                 | Salem Mubarak Al Yami | Saudiarabien        | 0.143                | 10.36          |                |                |
| 5                 | 4                 | Darren Gilford        | Malta               | 0.177                | 10.67          |                |                |
| 6                 | 8                 | Khalil Al Hanahneh    | Jordanien           | 0.172(1 false start) | 10.76          |                |                |
| 7                 | 2                 | Kakianako Nariki      | Kiribati            | 0.183                | 11.62          |                |                |
|                   | 9                 | Marc Burns            | Trinidad och Tobago | (2 false starts)     | DQ             |                |                |
| Start time: 10:42 | Start time: 10:42 | Start time: 10:42     | Start time: 10:42   | Wind: -0.4 m/s       | Wind: -0.4 m/s | Wind: -0.4 m/s | Wind: -0.4 m/s |

Heat 3
| Placering         | Bana              | Namn                    | Land                    | Reaktionstid   | Resultat       | Noteringar     | Kval.          |
| ----------------- | ----------------- | ----------------------- | ----------------------- | -------------- | -------------- | -------------- | -------------- |
| 1                 | 8                 | Justin Gatlin           | USA                     | 0,204          | 10,07          |                | Q              |
| 2                 | 6                 | Kareem Streete-Thompson | Caymanöarna             | 0.156          | 10.15          | SB             | Q              |
| 3                 | 9                 | Leonard Myles-Mills     | Ghana                   | 0.133          | 10.21          | SB             | Q              |
| 4                 | 4                 | Vicente de Lima         | Brasilien               | 0.169          | 10.23          |                | q              |
| 5                 | 1                 | Andrej Jepisjin         | Ryssland                | 0.146          | 10.29          |                | q              |
| 6                 | 2                 | Yeóryios Theodorídis    | Grekland                | 0.141          | 10.32          |                | q              |
| 7                 | 5                 | Hadhari Djaffar         | Komorerna               | 0.163          | 10.62          |                |                |
| 8                 | 7                 | Sultan Saeed            | Maldiverna              | 0.239          | 11.72          |                |                |
|                   | 3                 | Juan Sainfleur          | Dominikanska republiken | 0.164          | DNF            |                |                |
| Start time: 10:52 | Start time: 10:52 | Start time: 10:52       | Start time: 10:52       | Wind: -0.1 m/s | Wind: -0.1 m/s | Wind: -0.1 m/s | Wind: -0.1 m/s |

Heat 4
| Placering         | Bana              | Namn                        | Land              | Reaktionstid   | Resultat       | Noteringar     | Kval.          |
| ----------------- | ----------------- | --------------------------- | ----------------- | -------------- | -------------- | -------------- | -------------- |
| 1                 | 6                 | Shawn Crawford              | USA               | 0,184          | 10,02          |                | Q              |
| 2                 | 1                 | Obadele Thompson            | Barbados          | 0.141          | 10.08          | SB             | Q              |
| 3                 | 4                 | Matic Osovnikar             | Slovenien         | 0.112          | 10.15          | NR             | Q              |
| 4                 | 5                 | Idrissa Sanou               | Burkina Faso      | 0.175          | 10.33          |                | q              |
| 5                 | 3                 | Diego Ferreira              | Paraguay          | 0.141          | 10.50          | NR             |                |
| 6                 | 9                 | Pierre de Windt             | Aruba             | 0.234          | 11.02          |                |                |
| 7                 | 7                 | Chamleunesouk Ao Oudomphonh | Laos              | 0.202          | 11.30          |                |                |
| 8                 | 8                 | Masound Azizi               | Afghanistan       | 0.217          | 11.66          |                |                |
|                   | 2                 | Hristoforos Hoidis          | Grekland          |                | DNS            |                |                |
| Start time: 10:59 | Start time: 10:59 | Start time: 10:59           | Start time: 10:59 | Wind: +0.8 m/s | Wind: +0.8 m/s | Wind: +0.8 m/s | Wind: +0.8 m/s |

Heat 5
| Placering         | Bana              | Namn                | Land                     | Reaktionstid       | Resultat       | Noteringar     | Kval.          |
| ----------------- | ----------------- | ------------------- | ------------------------ | ------------------ | -------------- | -------------- | -------------- |
| 1                 | 2                 | Francis Obikwelu    | Portugal                 | 0,165              | 10,09          |                | Q              |
| 2                 | 5                 | Ronald Pognon       | Frankrike                | 0.150              | 10.18          |                | Q              |
| 3                 | 3                 | Jaysuma Saidy Ndure | Gambia                   | 0.157(1 tjuvstart) | 10.26          | NR             | Q              |
| 4                 | 8                 | Jarbas Mascarenhas  | Brasilien                | 0.147              | 10.34          |                | q              |
| 5                 | 7                 | Hiroyasu Tsuchie    | Japan                    | 0.182              | 10.37          |                |                |
| 6                 | 9                 | Adrian Durant       | Amerikanska Jungfruöarna | 0.223              | 10.52          |                |                |
| 7                 | 6                 | Nabie Foday Fofanah | Guinea                   | 0.158              | 10.62          |                |                |
| 8                 | 4                 | Harmon Harmon       | Cooköarna                | 0.173              | 11.22          | PB             |                |
| Start time: 11:06 | Start time: 11:06 | Start time: 11:06   | Start time: 11:06        | Wind: +0.1 m/s     | Wind: +0.1 m/s | Wind: +0.1 m/s | Wind: +0.1 m/s |

Heat 6
| Placering         | Bana              | Namn                | Land                      | Reaktionstid   | Resultat       | Noteringar     | Kval.          |
| ----------------- | ----------------- | ------------------- | ------------------------- | -------------- | -------------- | -------------- | -------------- |
| 1                 | 7                 | Nobuharu Asahara    | Japan                     | 0,162          | 10,33          |                | Q              |
| 2                 | 3                 | Łukasz Chyła        | Polen                     | 0.167          | 10.35          |                | Q              |
| 3                 | 4                 | Eric Pacome N'Dri   | Elfenbenskusten           | 0.147          | 10.39          |                | Q              |
| 4                 | 9                 | Ato Boldon          | Trinidad och Tobago       | 0.155          | 10.41          |                |                |
| 5                 | 6                 | Issa Aime Nthepe    | Frankrike                 | 0.159          | 10.67          |                |                |
| 6                 | 2                 | Gábor Dobos         | Ungern                    | 0.131          | 10.68          |                |                |
| 7                 | 8                 | John Howard         | Mikronesiska federationen | 0.195          | 10.85          | NR             |                |
| 8                 | 5                 | Mohammad Shamsuddin | Bangladesh                | 0.173          | 11.13          |                |                |
| Start time: 11:13 | Start time: 11:13 | Start time: 11:13   | Start time: 11:13         | Wind: -1.1 m/s | Wind: -1.1 m/s | Wind: -1.1 m/s | Wind: -1.1 m/s |

Heat 7
| Placering         | Bana              | Namn                    | Land              | Reaktionstid   | Resultat       | Noteringar     | Kval.          |
| ----------------- | ----------------- | ----------------------- | ----------------- | -------------- | -------------- | -------------- | -------------- |
| 1                 | 9                 | Asafa Powell            | Jamaica           | 0,146          | 10,06          |                | Q              |
| 2                 | 5                 | Jason Gardener          | Storbritannien    | 0.155          | 10.15          | SB             | Q              |
| 3                 | 4                 | Joshua Ross             | Australien        | 0.153          | 10.24          | =PB            | Q              |
| 4                 | 1                 | André Domingos da Silva | Brasilien         | 0.145          | 10.28          |                | q              |
| 5                 | 8                 | Pierre Browne           | Kanada            | 0.169          | 10.32          |                | q              |
| 6                 | 7                 | Lamin Tucker            | Sierra Leone      | 0.137          | 10.72          |                |                |
| 7                 | 6                 | Kelsey Nakanelua        | Amerikanska Samoa | 0.160          | 11.25          |                |                |
| 8                 | 2                 | Sopheak Phouk           | Kambodja          | 0.225          | 11.56          | PB             |                |
|                   | 3                 | Djikoloum Mobele        | Tchad             |                | DNS            |                |                |
| Start time: 11:20 | Start time: 11:20 | Start time: 11:20       | Start time: 11:20 | Wind: +0.9 m/s | Wind: +0.9 m/s | Wind: +0.9 m/s | Wind: +0.9 m/s |

Heat 8
| Placering         | Bana              | Namn                  | Land                    | Reaktionstid   | Resultat       | Noteringar     | Kval.          |
| ----------------- | ----------------- | --------------------- | ----------------------- | -------------- | -------------- | -------------- | -------------- |
| 1                 | 1                 | Maurice Greene        | USA                     | 0,142          | 10,18          |                | Q              |
| 2                 | 2                 | Dwight Thomas         | Jamaica                 | 0.135          | 10.21          |                | Q              |
| 3                 | 8                 | Churandy Martina      | Nederländska Antillerna | 0.152          | 10.23          |                | Q              |
| 4                 | 3                 | Alexander Kosenkow    | Tyskland                | 0.135          | 10.28          |                | q              |
| 5                 | 6                 | Prodromos Katsantonis | Cypern                  | 0.179          | 10.50          | SB             |                |
| 6                 | 7                 | Chiang Wai Hung       | Hongkong                | 0.157          | 10.70          |                |                |
| 7                 | 9                 | Francis Manioru       | Salomonöarna            | 0.143          | 11.05          |                |                |
| 8                 | 5                 | Tejmur Gasimov        | Azerbajdzjan            | 0.179          | 11.17          |                |                |
| 9                 | 4                 | Filipo Muller         | Tonga                   | 0.181          | 11.18          | PB             |                |
| Start time: 11:27 | Start time: 11:27 | Start time: 11:27     | Start time: 11:27       | Wind: -0.2 m/s | Wind: -0.2 m/s | Wind: -0.2 m/s | Wind: -0.2 m/s |

Heat 9
| Placering         | Bana              | Namn                 | Land                | Reaktionstid   | Resultat       | Noteringar     | Kval.          |
| ----------------- | ----------------- | -------------------- | ------------------- | -------------- | -------------- | -------------- | -------------- |
| 1                 | 9                 | Deji Aliu            | Nigeria             | 0,191          | 10,39          |                | Q              |
| 2                 | 2                 | Nicolas Macrozonaris | Kanada              | 0.153          | 10.40          |                | Q              |
| 3                 | 6                 | Gennadij Tjernovol   | Kazakstan           | 0.145          | 10.43          |                | Q              |
| 4                 | 3                 | Souhalia Alamou      | Benin               | 0.167          | 10.48          |                |                |
| 5                 | 8                 | Christie van Wyk     | Namibia             | 0.148          | 10.49          |                |                |
| 6                 | 4                 | Daniel Bailey        | Antigua och Barbuda | 0.154          | 10.51          |                |                |
| 7                 | 7                 | Gian Nicola Berardi  | San Marino          | 0.143          | 10.76          |                |                |
| 8                 | 5                 | Carlos Abaunza       | Nicaragua           | 0.173          | 11.17          |                |                |
| Start time: 11:34 | Start time: 11:34 | Start time: 11:34    | Start time: 11:34   | Wind: -1.4 m/s | Wind: -1.4 m/s | Wind: -1.4 m/s | Wind: -1.4 m/s |

Heat 10
| Placering         | Bana              | Namn                | Land                  | Reaktionstid   | Resultat       | Noteringar     | Kval.          |
| ----------------- | ----------------- | ------------------- | --------------------- | -------------- | -------------- | -------------- | -------------- |
| 1                 | 6                 | Kim Collins         | Saint Kitts och Nevis | 0,154          | 10,11          |                | Q              |
| 2                 | 3                 | Michael Frater      | Jamaica               | 0.161          | 10.20          |                | Q              |
| 3                 | 4                 | Nicconnor Alexander | Trinidad och Tobago   | 0.139          | 10.22          |                | Q              |
| 4                 | 7                 | Simone Collio       | Italien               | 0.151          | 10.27          |                | q              |
| 5                 | 2                 | Eddy De Lépine      | Frankrike             | 0.192          | 10.27          | SB             | q              |
| 6                 | 8                 | Xavier James        | Bermuda               | 0.147          | 10.40          | SB             |                |
| 7                 | 9                 | Sebastien Gattuso   | Monaco                | 0.152          | 10.58          | =NR            |                |
| 8                 | 5                 | Wilfried Bingangoye | Gabon                 | 0.206          | 10.76          | PB             |                |
| Start time: 11:41 | Start time: 11:41 | Start time: 11:41   | Start time: 11:41     | Wind: +0.7 m/s | Wind: +0.7 m/s | Wind: +0.7 m/s | Wind: +0.7 m/s |

#### Totala resultat
| Heat | Idrottare                   | Nation                    | Tid   |     | Placering |   |
| ---- | --------------------------- | ------------------------- | ----- | --- | --------- | - |
| 1    | Frankie Fredericks          | Namibia                   | 10,12 | SB  | 7         | Q |
| 1    | Uchenna Emedolu             | Nigeria                   | 10.22 |     | 18        | Q |
| 1    | Shingo Suetsugu             | Japan                     | 10.27 |     | 24        | Q |
| 1    | Darren Campbell             | Storbritannien            | 10.35 |     | 36        |   |
| 1    | Chen Haijian                | Kina                      | 10.45 |     | 46        |   |
| 1    | Eric Nkansah                | Ghana                     | 10.54 |     | 53        |   |
| 1    | Seng Song Poh               | Singapore                 | 10.75 |     | 62        |   |
| 1    | Yazaldes Nascimento         | São Tomé och Príncipe     | 11.00 |     | 67        |   |
| 2    | Mark Lewis-Francis          | Storbritannien            | 10.13 | SB  | 8         | Q |
| 2    | Aziz Zakari                 | Ghana                     | 10.19 |     | 14        | Q |
| 2    | Roland Németh               | Ungern                    | 10.28 |     | 27        | Q |
| 2    | Salem Mubarak Al Yami       | Saudiarabien              | 10.36 |     | 38        |   |
| 2    | Darren Gilford              | Malta                     | 10.67 |     | 57        |   |
| 2    | Khalil Al Hanahneh          | Jordanien                 | 10.76 |     | 63        |   |
| 2    | Kakianako Nariki            | Kiribati                  | 11.62 |     | 78        |   |
| 2    | Marc Burns                  | Trinidad och Tobago       | DSQ   |     | —         |   |
| 3    | Justin Gatlin               | USA                       | 10.07 |     | 3         | Q |
| 3    | Kareem Streete-Thompson     | Caymanöarna               | 10.15 | SB  | 9         | Q |
| 3    | Leonard Myles-Mills         | Ghana                     | 10.21 | SB  | 16        | Q |
| 3    | Vicente de Lima             | Brasilien                 | 10.23 |     | 20        | q |
| 3    | Andrej Jepisjin             | Ryssland                  | 10.29 |     | 30        | q |
| 3    | Yeóryios Theodorídis        | Grekland                  | 10.32 |     | 31        | q |
| 3    | Hadhari Djaffar             | Komorerna                 | 10.62 |     | 55        |   |
| 3    | Sultan Saeed                | Maldiverna                | 11.72 |     | 80        |   |
| 3    | Juan Sainfleur              | Dominikanska republiken   | DNF   |     | —         |   |
| 4    | Shawn Crawford              | USA                       | 10.02 |     | 1         | Q |
| 4    | Obadele Thompson            | Barbados                  | 10.08 | SB  | 4         | Q |
| 4    | Matic Osovnikar             | Slovenien                 | 10.15 | NR  | 9         | Q |
| 4    | Idrissa Sanou               | Burkina Faso              | 10.33 |     | 33        | q |
| 4    | Diego Ferreira              | Paraguay                  | 10.50 | NR  | 49        |   |
| 4    | Pierre de Windt             | Aruba                     | 11.02 |     | 68        |   |
| 4    | Chamleunesouk Ao Oudomphonh | Laos                      | 11.30 |     | 76        |   |
| 4    | Masound Azizi               | Afghanistan               | 11.66 |     | 79        |   |
| 4    | Hristoforos Hoidis          | Grekland                  | DNS   |     | —         |   |
| 5    | Francis Obikwelu            | Portugal                  | 10.09 |     | 5         | Q |
| 5    | Ronald Pognon               | Frankrike                 | 10.18 |     | 12        | Q |
| 5    | Jaysuma Saidy Ndure         | Gambia                    | 10.26 | NR  | 23        | Q |
| 5    | Jarbas Mascarenhas          | Brasilien                 | 10.34 |     | 35        | q |
| 5    | Hiroyasu Tsuchie            | Japan                     | 10.37 |     | 39        |   |
| 5    | Adrian Durant               | Amerikanska Jungfruöarna  | 10.52 |     | 52        |   |
| 5    | Nabie Foday Fofanah         | Guinea                    | 10.62 |     | 55        |   |
| 5    | Harmon Harmon               | Cooköarna                 | 11.22 | PB  | 74        |   |
| 6    | Nobuharu Asahara            | Japan                     | 10.33 |     | 33        | Q |
| 6    | Łukasz Chyła                | Polen                     | 10.35 |     | 36        | Q |
| 6    | Eric Pacome N'Dri           | Elfenbenskusten           | 10.39 |     | 40        | Q |
| 6    | Ato Boldon                  | Trinidad och Tobago       | 10.41 |     | 44        |   |
| 6    | Issa Aime Nthepe            | Frankrike                 | 10.67 |     | 57        |   |
| 6    | Dobos Gábor                 | Ungern                    | 10.68 |     | 59        |   |
| 6    | John Howard                 | Mikronesiska federationen | 10.85 | NR  | 66        |   |
| 6    | Mohammad Shamsuddin         | Bangladesh                | 11.13 |     | 70        |   |
| 7    | Asafa Powell                | Jamaica                   | 10.06 |     | 2         | Q |
| 7    | Jason Gardener              | Storbritannien            | 10.15 | SB  | 9         | Q |
| 7    | Joshua Ross                 | Australien                | 10.24 | =PB | 22        | Q |
| 7    | André Domingos da Silva     | Brasilien                 | 10.28 |     | 27        | q |
| 7    | Pierre Browne               | Kanada                    | 10.32 |     | 31        | q |
| 7    | Lamin Tucker                | Sierra Leone              | 10.72 |     | 61        |   |
| 7    | Kelsey Nakanelua            | Amerikanska Samoa         | 11.25 |     | 75        |   |
| 7    | Sopheak Phouk               | Kambodja                  | 11.56 | PB  | 77        |   |
| 7    | Djikoloum Mobele            | Tchad                     | DNS   |     | —         |   |
| 8    | Maurice Greene              | USA                       | 10.18 |     | 12        | Q |
| 8    | Dwight Thomas               | Jamaica                   | 10.21 |     | 16        | Q |
| 8    | Churandy Martina            | Nederländska Antillerna   | 10.23 |     | 20        | Q |
| 8    | Alexander Kosenkow          | Tyskland                  | 10.28 |     | 27        | q |
| 8    | Prodromos Katsantonis       | Cypern                    | 10.50 | SB  | 49        |   |
| 8    | Wai Hung Chiang             | Hongkong                  | 10.70 |     | 60        |   |
| 8    | Francis Manioru             | Salomonöarna              | 11.05 |     | 69        |   |
| 8    | Tejmur Gasimov              | Azerbajdzjan              | 11.17 |     | 71        |   |
| 8    | Filipo Muller               | Tonga                     | 11.18 | PB  | 73        |   |
| 9    | Deji Aliu                   | Nigeria                   | 10.39 |     | 40        | Q |
| 9    | Nicolas Macrozonaris        | Kanada                    | 10.40 |     | 42        | Q |
| 9    | Gennadij Tjernovol          | Kazakstan                 | 10.43 |     | 45        | Q |
| 9    | Souhalia Alamou             | Benin                     | 10.48 |     | 47        |   |
| 9    | Christie van Wyk            | Namibia                   | 10.49 |     | 48        |   |
| 9    | Daniel Bailey               | Antigua och Barbuda       | 10.51 |     | 51        |   |
| 9    | Gian Nicola Berardi         | San Marino                | 10.76 |     | 63        |   |
| 9    | Carlos Abaunza              | Nicaragua                 | 11.17 |     | 71        |   |
| 10   | Kim Collins                 | Saint Kitts och Nevis     | 10.11 |     | 6         | Q |
| 10   | Michael Frater              | Jamaica                   | 10.20 |     | 15        | Q |
| 10   | Nicconnor Alexander         | Trinidad och Tobago       | 10.22 |     | 18        | Q |
| 10   | Simone Collio               | Italien                   | 10.27 |     | 24        | q |
| 10   | Eddy De Lépine              | Frankrike                 | 10.27 | SB  | 24        | q |
| 10   | Xavier James                | Bermuda                   | 10.40 |     | 42        |   |
| 10   | Sebastien Gattuso           | Monaco                    | 10.58 | =NR | 54        |   |
| 10   | Wilfried Bingangoye         | Gabon                     | 10.76 | PB  | 63        |   |

### Omgång 2
Heat 1
| Placering         | Bana              | Namn                    | Land                    | Reaktionstid         | Resultat      | Noteringar    | Kval.         |
| ----------------- | ----------------- | ----------------------- | ----------------------- | -------------------- | ------------- | ------------- | ------------- |
| 1                 | 4                 | Francis Obikwelu        | Portugal                | 0,165                | 9,93          | NR            | Q             |
| 2                 | 5                 | Mark Lewis-Francis      | Storbritannien          | 0.162                | 10.12         | =PB           | Q             |
| 3                 | 3                 | Dwight Thomas           | Jamaica                 | 0.149(1 false start) | 10.12         | SB            | Q             |
| 4                 | 6                 | Ronald Pognon           | Frankrike               | 0.166                | 10.15         |               | q             |
| 5                 | 8                 | Shingo Suetsugu         | Japan                   | 0.150                | 10.19         |               |               |
| 6                 | 2                 | Pierre Browne           | Kanada                  | 0.150                | 10.21         |               |               |
| 7                 | 7                 | Churandy Martina        | Nederländska Antillerna | 0.152                | 10.24         |               |               |
| 8                 | 1                 | André Domingos da Silva | Brasilien               | 0.136                | 10.34         |               |               |
| Start time: 19:40 | Start time: 19:40 | Start time: 19:40       | Start time: 19:40       | Wind: 0.0 m/s        | Wind: 0.0 m/s | Wind: 0.0 m/s | Wind: 0.0 m/s |

Heat 2
| Placering         | Bana              | Namn                 | Land              | Reaktionstid         | Resultat      | Noteringar    | Kval.         |
| ----------------- | ----------------- | -------------------- | ----------------- | -------------------- | ------------- | ------------- | ------------- |
| 1                 | 4                 | Shawn Crawford       | USA               | 0,167                | 9,89          |               | Q             |
| 2                 | 3                 | Obadele Thompson     | Barbados          | 0.156                | 10.12         |               | Q             |
| 3                 | 7                 | Vicente de Lima      | Brasilien         | 0.158(1 false start) | 10.26         |               | Q             |
| 4                 | 2                 | Matic Osovnikar      | Slovenien         | 0.168                | 10.26         |               |               |
| 5                 | 6                 | Deji Aliu            | Nigeria           | 0.185                | 10.26         |               |               |
| 6                 | 5                 | Nicolas Macrozonaris | Kanada            | 0.161                | 10.28         |               |               |
| 7                 | 1                 | Gennadij Tjernovol   | Kazakstan         | 0.154                | 10.42         |               |               |
| 8                 | 8                 | Idrissa Sanou        | Burkina Faso      | 0.178                | 10.43         |               |               |
| Start time: 19:47 | Start time: 19:47 | Start time: 19:47    | Start time: 19:47 | Wind: 0.0 m/s        | Wind: 0.0 m/s | Wind: 0.0 m/s | Wind: 0.0 m/s |

Heat 3
| Placering         | Bana              | Namn                 | Land                | Reaktionstid   | Resultat       | Noteringar     | Kval.          |
| ----------------- | ----------------- | -------------------- | ------------------- | -------------- | -------------- | -------------- | -------------- |
| 1                 | 4                 | Justin Gatlin        | USA                 | 0,178          | 9,96           |                | Q              |
| 2                 | 3                 | Jason Gardener       | Storbritannien      | 0.146          | 10.15          | =SB            | Q              |
| 3                 | 5                 | Uchenna Emedolu      | Nigeria             | 0.162          | 10.15          |                | Q              |
| 4                 | 6                 | Nobuharu Asahara     | Japan               | 0.151          | 10.24          |                |                |
| 5                 | 2                 | Yeóryios Theodorídis | Grekland            | 0.141          | 10.36          |                |                |
| 6                 | 7                 | Roland Németh        | Ungern              | 0.151          | 10.38          |                |                |
| 7                 | 8                 | Nicconnor Alexander  | Trinidad och Tobago | 0.148          | 10.48          |                |                |
|                   | 1                 | Eddy De Lépine       | Frankrike           |                | DNS            |                |                |
| Start time: 19:54 | Start time: 19:54 | Start time: 19:54    | Start time: 19:54   | Wind: +0.2 m/s | Wind: +0.2 m/s | Wind: +0.2 m/s | Wind: +0.2 m/s |

Heat 4
| Placering         | Bana              | Namn                | Land                  | Reaktionstid   | Resultat       | Noteringar     | Kval.          |
| ----------------- | ----------------- | ------------------- | --------------------- | -------------- | -------------- | -------------- | -------------- |
| 1                 | 4                 | Aziz Zakari         | Ghana                 | 0,175          | 10,02          |                | Q              |
| 2                 | 6                 | Kim Collins         | Saint Kitts och Nevis | 0.152          | 10.05          | SB             | Q              |
| 3                 | 5                 | Michael Frater      | Jamaica               | 0.152          | 10.11          |                | Q              |
| 4                 | 3                 | Frankie Fredericks  | Namibia               | 0.142          | 10.17          |                |                |
| 5                 | 7                 | Joshua Ross         | Australien            | 0.163          | 10.22          | PB             |                |
| 6                 | 1                 | Alexander Kosenkow  | Tyskland              | 0.113          | 10.24          |                |                |
| 7                 | 2                 | Andrej Jepisjin     | Ryssland              | 0.164          | 10.29          |                |                |
| 8                 | 8                 | Jaysuma Saidy Ndure | Gambia                | 0.184          | 10.39          |                |                |
| Start time: 20:01 | Start time: 20:01 | Start time: 20:01   | Start time: 20:01     | Wind: –0.1 m/s | Wind: –0.1 m/s | Wind: –0.1 m/s | Wind: –0.1 m/s |

Heat 5
| Placering         | Bana              | Namn                    | Land              | Reaktionstid   | Resultat       | Noteringar     | Kval.          |
| ----------------- | ----------------- | ----------------------- | ----------------- | -------------- | -------------- | -------------- | -------------- |
| 1                 | 4                 | Maurice Greene          | USA               | 0,117          | 9,93           |                | Q              |
| 2                 | 6                 | Asafa Powell            | Jamaica           | 0.142          | 9.99           |                | Q              |
| 3                 | 1                 | Leonard Myles-Mills     | Ghana             | 0.145          | 10.18          | SB             | Q              |
| 4                 | 5                 | Łukasz Chyła            | Polen             | 0.167          | 10.23          |                |                |
| 5                 | 3                 | Kareem Streete-Thompson | Caymanöarna       | 0.162          | 10.24          |                |                |
| 6                 | 8                 | Simone Collio           | Italien           | 0.135          | 10.29          |                |                |
| 7                 | 2                 | Jarbas Mascarenhas      | Brasilien         | 0.134          | 10.30          |                |                |
| 8                 | 7                 | Eric Pacome N'Dri       | Elfenbenskusten   | 0.137          | 10.32          |                |                |
| Start time: 20:08 | Start time: 20:08 | Start time: 20:08       | Start time: 20:08 | Wind: –0.2 m/s | Wind: –0.2 m/s | Wind: –0.2 m/s | Wind: –0.2 m/s |

#### Totala resultat
| Heat | Idrottare               | Nation                  | Tid   |     | Rank |   |
| ---- | ----------------------- | ----------------------- | ----- | --- | ---- | - |
| 1    | Francis Obikwelu        | Portugal                | 9,93  | NR  | 2    | Q |
| 1    | Mark Lewis-Francis      | Storbritannien          | 10.12 | =PB | 9    | Q |
| 1    | Dwight Thomas           | Jamaica                 | 10.12 | SB  | 9    | Q |
| 1    | Ronald Pognon           | Frankrike               | 10.15 |     | 12   | q |
| 1    | Shingo Suetsugu         | Japan                   | 10.19 |     | 17   |   |
| 1    | Pierre Browne           | Kanada                  | 10.21 |     | 18   |   |
| 1    | Churandy Martina        | Nederländska Antillerna | 10.24 |     | 21   |   |
| 1    | André Domingos da Silva | Brasilien               | 10.34 |     | 33   |   |
| 2    | Shawn Crawford          | USA                     | 9.89  |     | 1    | Q |
| 2    | Obadele Thompson        | Barbados                | 10.12 |     | 9    | Q |
| 2    | Vicente de Lima         | Brasilien               | 10.26 |     | 25   | Q |
| 2    | Matic Osovnikar         | Slovenien               | 10.26 |     | 25   |   |
| 2    | Deji Aliu               | Nigeria                 | 10.26 |     | 25   |   |
| 2    | Nicolas Macrozonaris    | Kanada                  | 10.28 |     | 28   |   |
| 2    | Gennadij Tjernovol      | Kazakstan               | 10.42 |     | 37   |   |
| 2    | Idrissa Sanou           | Burkina Faso            | 10.43 |     | 38   |   |
| 3    | Justin Gatlin           | USA                     | 9.96  |     | 4    | Q |
| 3    | Jason Gardener          | Storbritannien          | 10.15 | SB  | 12   | Q |
| 3    | Uchenna Emedolu         | Nigeria                 | 10.15 |     | 12   | Q |
| 3    | Nobuharu Asahara        | Japan                   | 10.24 |     | 21   |   |
| 3    | Yeóryios Theodorídis    | Grekland                | 10.36 |     | 34   |   |
| 3    | Roland Németh           | Ungern                  | 10.38 |     | 35   |   |
| 3    | Nicconnor Alexander     | Trinidad och Tobago     | 10.48 |     | 39   |   |
| 3    | Eddy De Lépine          | Frankrike               | DNS   |     | —    |   |
| 4    | Aziz Zakari             | Ghana                   | 10.02 |     | 6    | Q |
| 4    | Kim Collins             | Saint Kitts och Nevis   | 10.05 | SB  | 7    | Q |
| 4    | Michael Frater          | Jamaica                 | 10.11 |     | 8    | Q |
| 4    | Frankie Fredericks      | Namibia                 | 10.17 |     | 15   |   |
| 4    | Joshua Ross             | Australien              | 10.22 | PB  | 19   |   |
| 4    | Alexander Kosenkow      | Tyskland                | 10.24 |     | 21   |   |
| 4    | Andrej Jepisjin         | Ryssland                | 10.29 |     | 29   |   |
| 4    | Jaysuma Saidy Ndure     | Gambia                  | 10.39 |     | 36   |   |
| 5    | Maurice Greene          | USA                     | 9.93  |     | 2    | Q |
| 5    | Asafa Powell            | Jamaica                 | 9.99  |     | 5    | Q |
| 5    | Leonard Myles-Mills     | Ghana                   | 10.18 | SB  | 16   | Q |
| 5    | Łukasz Chyła            | Polen                   | 10.23 |     | 20   |   |
| 5    | Kareem Streete-Thompson | Caymanöarna             | 10.24 |     | 21   |   |
| 5    | Simone Collio           | Italien                 | 10.29 |     | 29   |   |
| 5    | Jarbas Mascarenhas      | Brasilien               | 10.30 |     | 31   |   |
| 5    | Eric Pacome N'Dri       | Elfenbenskusten         | 10.32 |     | 32   |   |

### Semifinaler
Semifinal 1
| Placering         | Bana              | Namn               | Land              | Reaktionstid         | Resultat       | Noteringar     | Kval.          |
| ----------------- | ----------------- | ------------------ | ----------------- | -------------------- | -------------- | -------------- | -------------- |
| 1                 | 3                 | Shawn Crawford     | USA               | 0,173                | 10,07          |                | Q              |
| 2                 | 4                 | Justin Gatlin      | USA               | 0.191                | 10.09          |                | Q              |
| 3                 | 6                 | Aziz Zakari        | Ghana             | 0.155                | 10.11          |                | Q              |
| 4                 | 8                 | Obadele Thompson   | Barbados          | 0.160                | 10.22          |                | Q              |
| 5                 | 5                 | Mark Lewis-Francis | Storbritannien    | 0.163                | 10.28          |                |                |
| 6                 | 2                 | Michael Frater     | Jamaica           | 0.146                | 10.29          |                |                |
| 7                 | 1                 | Ronald Pognon      | Frankrike         | 0.144                | 10.32          |                |                |
| 8                 | 7                 | Uchenna Emedolu    | Nigeria           | 0.188(1 false start) | 10.35          |                |                |
| Start time: 20:55 | Start time: 20:55 | Start time: 20:55  | Start time: 20:55 | Wind: –1.6 m/s       | Wind: –1.6 m/s | Wind: –1.6 m/s | Wind: –1.6 m/s |

Semifinal 2
| Placering         | Bana              | Namn                | Land                  | Reaktionstid   | Resultat       | Noteringar     | Kval.          |
| ----------------- | ----------------- | ------------------- | --------------------- | -------------- | -------------- | -------------- | -------------- |
| 1                 | 4                 | Asafa Powell        | Jamaica               | 0,158          | 9,95           |                | Q              |
| 2                 | 5                 | Francis Obikwelu    | Portugal              | 0.181          | 9.97           |                | Q              |
| 3                 | 6                 | Maurice Greene      | USA                   | 0.125          | 9.97           |                | Q              |
| 4                 | 3                 | Kim Collins         | Saint Kitts och Nevis | 0.150          | 10.02          | SB             | Q              |
| 5                 | 8                 | Jason Gardener      | Storbritannien        | 0.147          | 10.12          | SB             |                |
| 6                 | 1                 | Leonard Myles-Mills | Ghana                 | 0.139          | 10.22          |                |                |
| 7                 | 7                 | Dwight Thomas       | Jamaica               | 0.156          | 10.28          |                |                |
| 8                 | 2                 | Vicente de Lima     | Brasilien             | 0.163          | 10.28          |                |                |
| Start time: 21:03 | Start time: 21:03 | Start time: 21:03   | Start time: 21:03     | Wind: +0.2 m/s | Wind: +0.2 m/s | Wind: +0.2 m/s | Wind: +0.2 m/s |

#### Totala resultat
| Heat | Idrottare           | Nation                | Tid   |    | Placering |   |
| ---- | ------------------- | --------------------- | ----- | -- | --------- | - |
| 1    | Shawn Crawford      | USA                   | 10,07 |    | 5         | Q |
| 1    | Justin Gatlin       | USA                   | 10.09 |    | 6         | Q |
| 1    | Aziz Zakari         | Ghana                 | 10.11 |    | 7         | Q |
| 1    | Obadele Thompson    | Barbados              | 10.22 |    | 9         | Q |
| 1    | Mark Lewis-Francis  | Storbritannien        | 10.28 |    | 11        |   |
| 1    | Michael Frater      | Jamaica               | 10.29 |    | 14        |   |
| 1    | Ronald Pognon       | Frankrike             | 10.32 |    | 15        |   |
| 1    | Uchenna Emedolu     | Nigeria               | 10.35 |    | 16        |   |
| 2    | Asafa Powell        | Jamaica               | 9.95  |    | 1         | Q |
| 2    | Francis Obikwelu    | Portugal              | 9.97  |    | 2         | Q |
| 2    | Maurice Greene      | USA                   | 9.97  |    | 2         | Q |
| 2    | Kim Collins         | Saint Kitts och Nevis | 10.02 | SB | 4         | Q |
| 2    | Jason Gardener      | Storbritannien        | 10.12 | SB | 8         |   |
| 2    | Leonard Myles-Mills | Ghana                 | 10.22 |    | 9         |   |
| 2    | Dwight Thomas       | Jamaica               | 10.28 |    | 11        |   |
| 2    | Vicente de Lima     | Brasilien             | 10.28 |    | 11        |   |

### Final
| Placering         | Bana              | Namn              | Land                  | Reaktionstid   | Resultat       | Noteringar     |
| ----------------- | ----------------- | ----------------- | --------------------- | -------------- | -------------- | -------------- |
| 1                 | 3                 | Justin Gatlin     | USA                   | 0,188          | 9,85           | PB             |
| 2                 | 5                 | Francis Obikwelu  | Portugal              | 0,163          | 9,86           | AR NR          |
| 3                 | 7                 | Maurice Greene    | USA                   | 0,151          | 9,87           | SB             |
| 4                 | 4                 | Shawn Crawford    | USA                   | 0,161          | 9,89           |                |
| 5                 | 6                 | Asafa Powell      | Jamaica               | 0,166          | 9,94           |                |
| 6                 | 1                 | Kim Collins       | Saint Kitts och Nevis | 0,175          | 10,00          | SB             |
| 7                 | 8                 | Obadele Thompson  | Barbados              | 0,164          | 10,10          |                |
| -                 | 2                 | Aziz Zakari       | Ghana                 | 0.178          | DNF            |                |
| Start time: 23:10 | Start time: 23:10 | Start time: 23:10 | Start time: 23:10     | Wind: +0.6 m/s | Wind: +0.6 m/s | Wind: +0.6 m/s |

## Rekord
| Typ                    | Rekord | Rekordinnehavare          | Datum            | Plats                  |
| ---------------------- | ------ | ------------------------- | ---------------- | ---------------------- |
| Världsrekord           | 9,58   | Usain Bolt (JAM)          | 16 augusti 2009  | Berlin, Tyskland       |
| Olympiskt rekord       | 9,63   | Usain Bolt (JAM)          | 5 augusti 2012   | London, Storbritannien |
| VM-rekord              | 9,58   | Usain Bolt (JAM)          | 16 augusti 2009  | Berlin, Tyskland       |
| Juniorvärldsrekord     | 10,24  | Darrel Brown (TRI)        | 14 april 2004    | Bridgetown, Barbados   |
| Afrikanskt rekord      | 9,86   | Frankie Fredericks (NAM)  | 3 juli 1996      | Lausanne, Schweiz      |
| Asiatiskt rekord       | 10,00  | Ito Koji (JPN)            | 31 december 1998 | Bangkok, Thailand      |
| Europarekord           | 9,86   | Francis Obikwelu (POR)    | 22 augusti 2004  | Aten, Grekland         |
| Nordamerikanskt rekord | 9,58   | Usain Bolt (JAM)          | 16 augusti 2009  | Berlin, Tyskland       |
| Oceaniskt rekord       | 9,93   | Patrick Johnsson (AUS)    | 5 maj 2003       | Mito, Japan            |
| Sydamerikanskt rekord  | 10,00  | Robson da Silva (BRA)     | 22 juli 1988     | Mexico City, Mexiko    |
| Nordiskt rekord        | 9,99   | Jaysuma Saidy Ndure (NOR) | 30 juni 2011     | Lausanne, Schweiz      |
| Svenskt rekord         | 10,18  | Peter Karlsson (SVE)      | 9 juni 1998      | Valencia, Spanien      |
| Danskt rekord          | 10,18  | Claus Hirsbro (DEN)       | 11 juni 1994     | Cottbus, Tyskland      |
| Finskt rekord          | 10,21  | Tommi Hartonen (FIN)      | 23 juni 2001     | Vasa, Finland          |
| Isländskt rekord       | 10,56  | Jón Arnar Magnússon (ISL) | 31 maj 1997      | Götzis, Österrike      |
| Norskt rekord          | 9,99   | Jaysuma Saidy Ndure (NOR) | 30 juni 2011     | Lausanne, Schweiz      |

## Tidigare vinnare

### OS
- 1896 i Aten: Thomas Burke, USA – 12,0
- 1900 i Paris: Frank Jarvis, USA – 11,0
- 1904 i S:t Louis: Archie Hahn, USA – 11,0
- 1906 i Aten: Archie Hahn, USA – 11,2
- 1908 i London: Reginald Walker, Sydafrika – 10,8
- 1912 i Stockholm: Ralph Craig, USA – 10,8
- 1920 i Antwerpen: Charles Paddock, USA – 10,8
- 1924 i Paris: Harold Abrahams, Storbritannien – 10,6
- 1928 i Amsterdam: Percy Williams, Kanada – 10,8
- 1932 i Los Angeles: Eddie Tolan, USA – 10,3
- 1936 i Berlin: Jesse Owens, USA – 10,3
- 1948 i London: Harrison Dillard, USA – 10,3
- 1952 i Helsingfors: Lindy Remigino, USA – 10,4
- 1956 i Melbourne: Bobby Morrow, USA – 10,5
- 1960 i Rom: Armin Hary, Tyskland – 10,2
- 1964 i Tokyo: Bob Hayes, USA – 10,0
- 1968 i Mexico City: Jim Hines, USA – 9,9
- 1972 i München: Valerij Borsjov, Sovjetunionen – 10,14
- 1976 i Montréal: Haseley Crawford, Trinidad och Tobago – 10,06
- 1980 i Moskva: Allan Wells, Storbritannien – 10,25
- 1984 i Los Angeles: Carl Lewis, USA – 9,99
- 1988 i Seoul: Carl Lewis, USA – 9,92
- 1992 i Barcelona: Linford Christie, Storbritannien – 9,96
- 1996 i Atlanta: Donovan Bailey, Kanada – 9,84
- 2000 i Sydney: Maurice Greene, USA – 9,87
- 2004 i Aten: Justin Gatlin, USA - 9,85

### VM
- 1983 i Helsingfors: Carl Lewis, USA - 10,07
- 1987 i Rom: Carl Lewis, USA – 9,93
- 1991 i Tokyo: Carl Lewis, USA – 9,86
- 1993 i Stuttgart: Linford Christie, Storbritannien – 9,87
- 1995 i Göteborg: Donovan Bailey, Kanada – 9,97
- 1997 i Aten: Maurice Greene, USA – 9,86
- 1999 i Sevilla: Maurice Greene, USA – 9,80
- 2001 i Edmonton: Maurice Greene, USA – 9,82
- 2003 i Paris: Kim Collins, St Kitts and Nevis – 10,07
- 2005 i Helsingfors: Justin Gatlin, USA - 9,88